# Martha Praat
Martha Praat (in het Engels Martha Speaks geheten) is een Amerikaanse-Filipijnse televisieserie geproduceerd door WGBH Boston, Top Draw Animation en Studio B Productions. Het doel van het programma is om kinderen verschillende woorden en woordenschat te leren die betrekking hebben op bepaalde onderwerpen, zoals de Engelse taal, delen van meningsuiting en astronomie.
De reeks werd in Vlaanderen uitgezonden op Ketnet.

## Plot
De serie draait om een pratende hond genaamd Martha, die eigendom is van het 10-jarige meisje Helen Lorraine. Wanneer Helen Martha alfabetsoep voedt, reizen de noodle-letters op de een of andere manier naar haar hersenen in plaats van naar haar maag, waardoor ze menselijke woorden kan uitspreken. De show vindt plaats in Flagstaff.